# Taft Museum of Art
Le Taft Museum of Art est un musée d'art situé aux États-Unis à Cincinnati, dans l'Ohio. L'édifice néo-classique est inscrit à la liste des monuments protégés de Cincinnati et au Registre national des lieux historiques. Il a été bâti par le politicien Martin Baum (1765-1831), puis a été la demeure de Nicholas Longworth (1783-1863), propriétaire de domaines viticoles, et ensuite du riche industriel David Sinton (1808-1900), dont la fille Anna a épousé Charles Phelps Taft (1843-1929), demi-frère du président des États-Unis, William Howard Taft. Le couple y habite de 1873 à 1929.
C'est du portique à la grecque de cette maison que William Howard Taft a accepté sa nomination en tant que président en 1908. Charles et Anna Taft sont des collectionneurs fort avisés et leur demeure devient un véritable musée. Ils font don de leur demeure et de leurs collections aux citoyens de Cincinnati en 1927. Le musée d'art ouvre ses portes au public en 1932.

## Collections
Le musée possède des collections de peintures de grands maîtres européens, parmi lesquels Frans Hals, Rembrandt, Adriaen van Ostade, Gainsborough, Ingres, Corot, Turner, ainsi que des tableaux de peintres américains du XIXe siècle (dont 
Whistler) et des fresques de Robert Scott Duncanson.
Le musée présente une collection importante de porcelaines de Chine, ainsi que des émaux de Limoges, des objets d'art décoratif, des sculptures et du mobilier de belle qualité.

## Illustrations

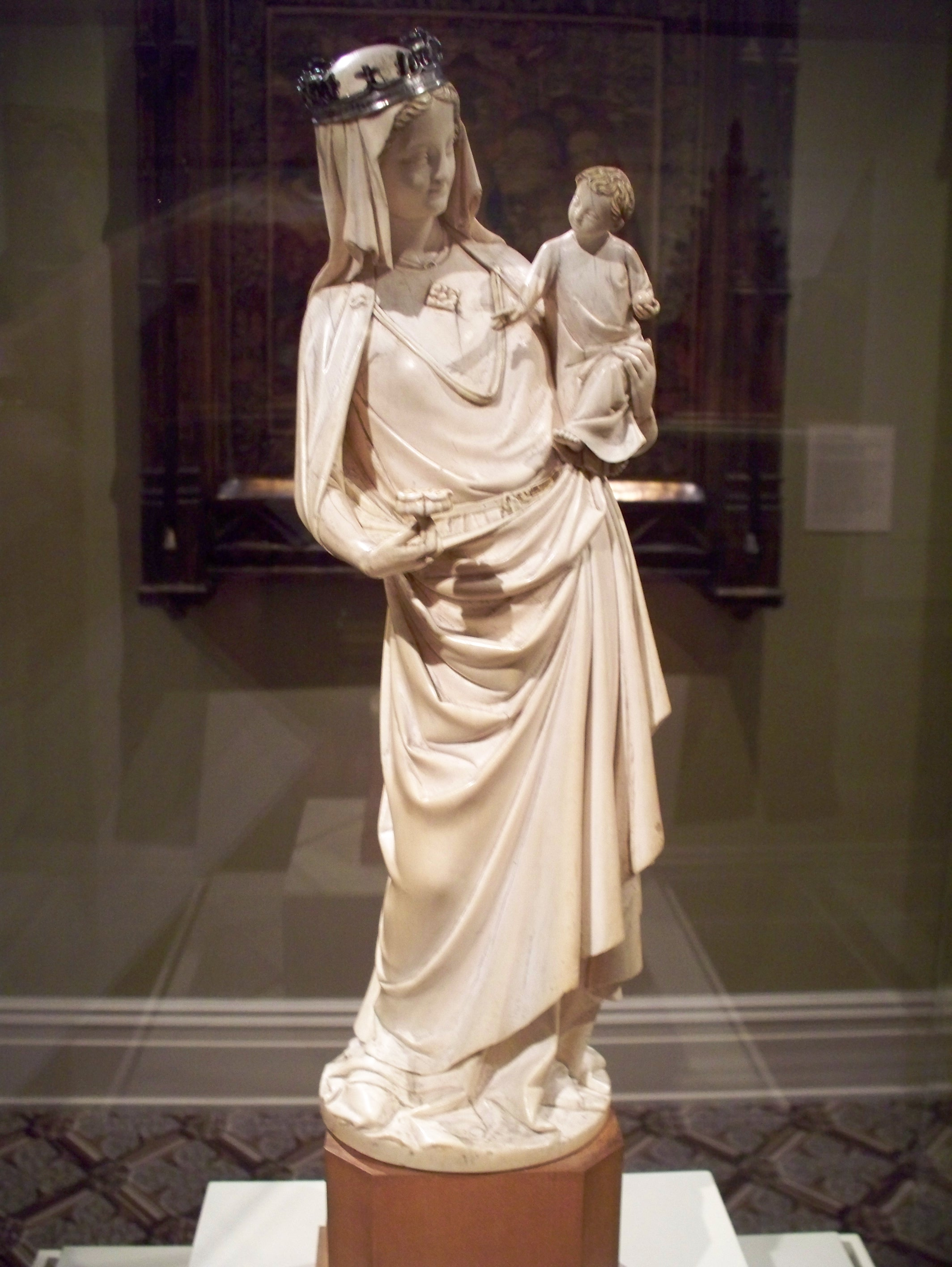
Vierge à l'Enfant provenant de l'abbatiale de Saint-Denis (1260-1280)
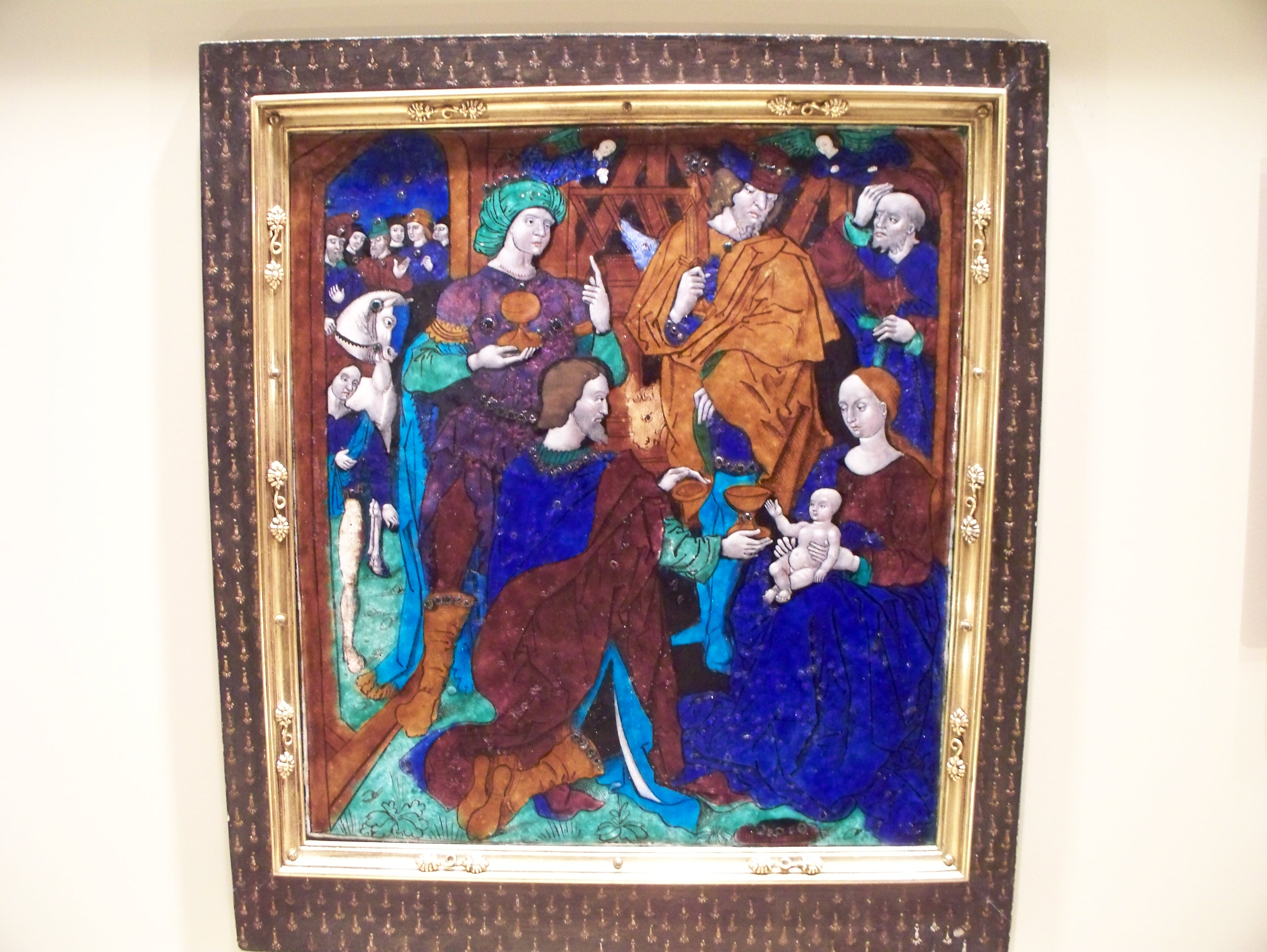
Émail de Limoges, atelier de Jean Ier Pénicaud, L'Adoration des Mages (vers 1530)
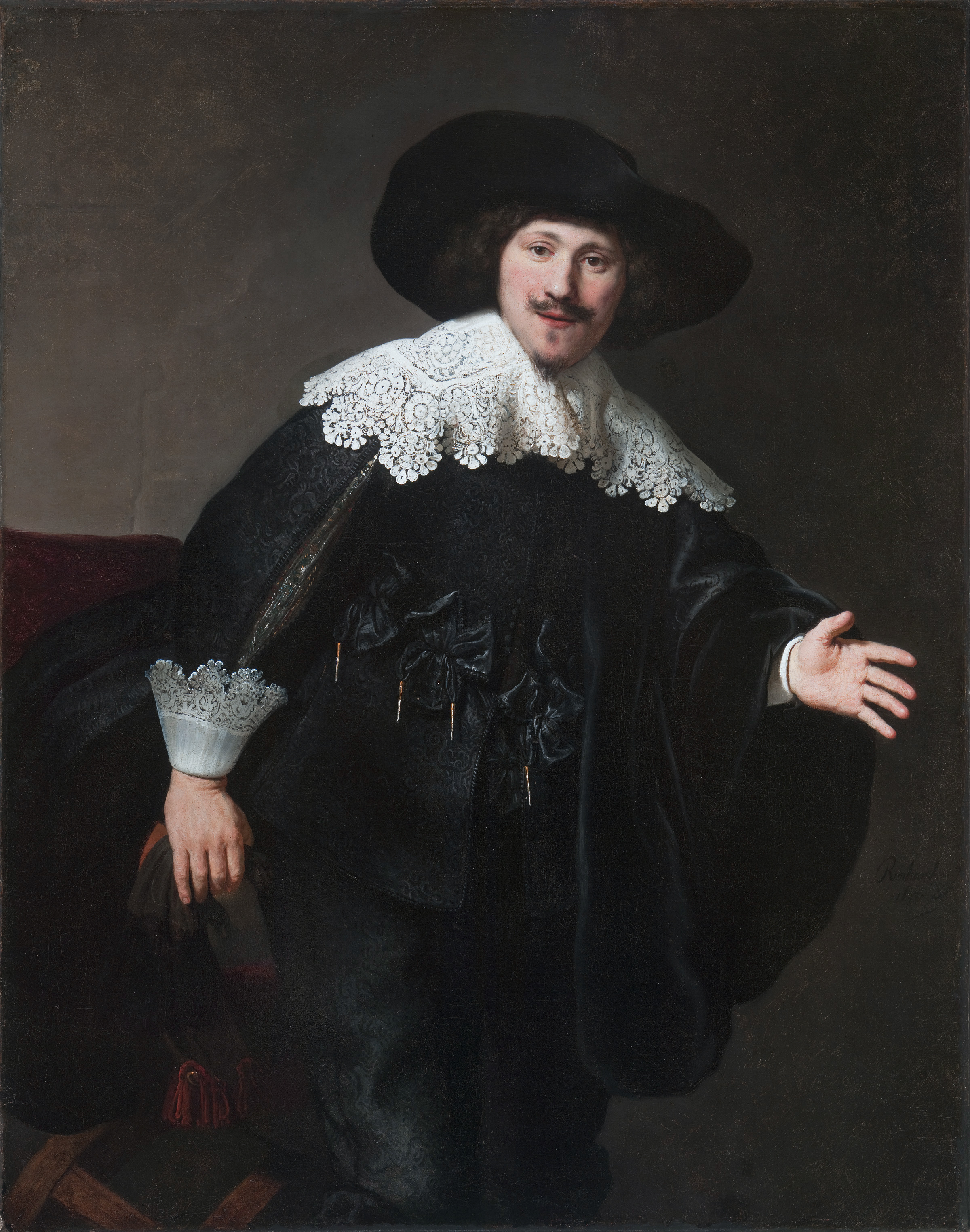
Rembrandt, Portrait d'un homme se levant de son siège (1633)
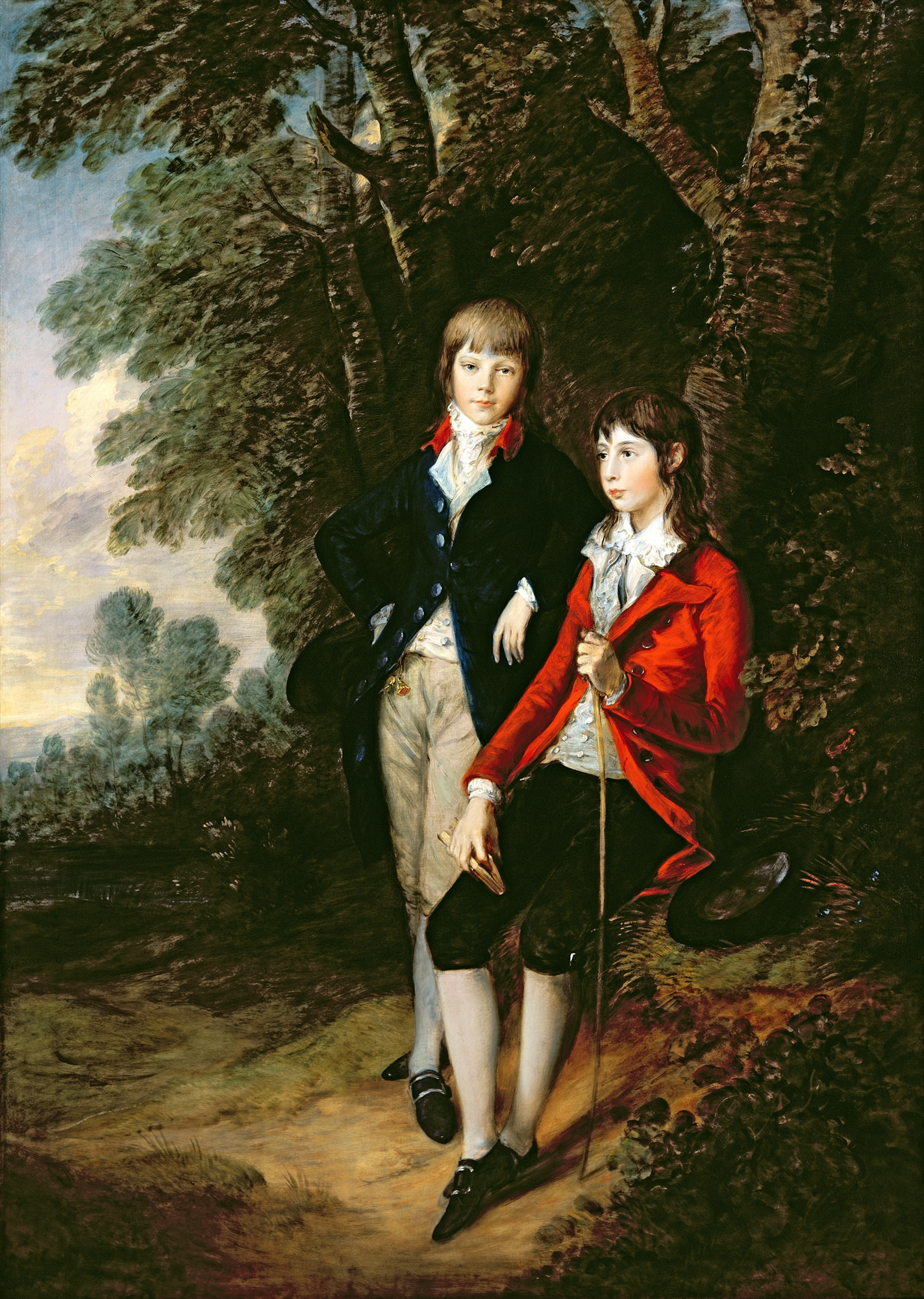
Gainsborough, Edward et Thomas Tomkinson (vers 1784)
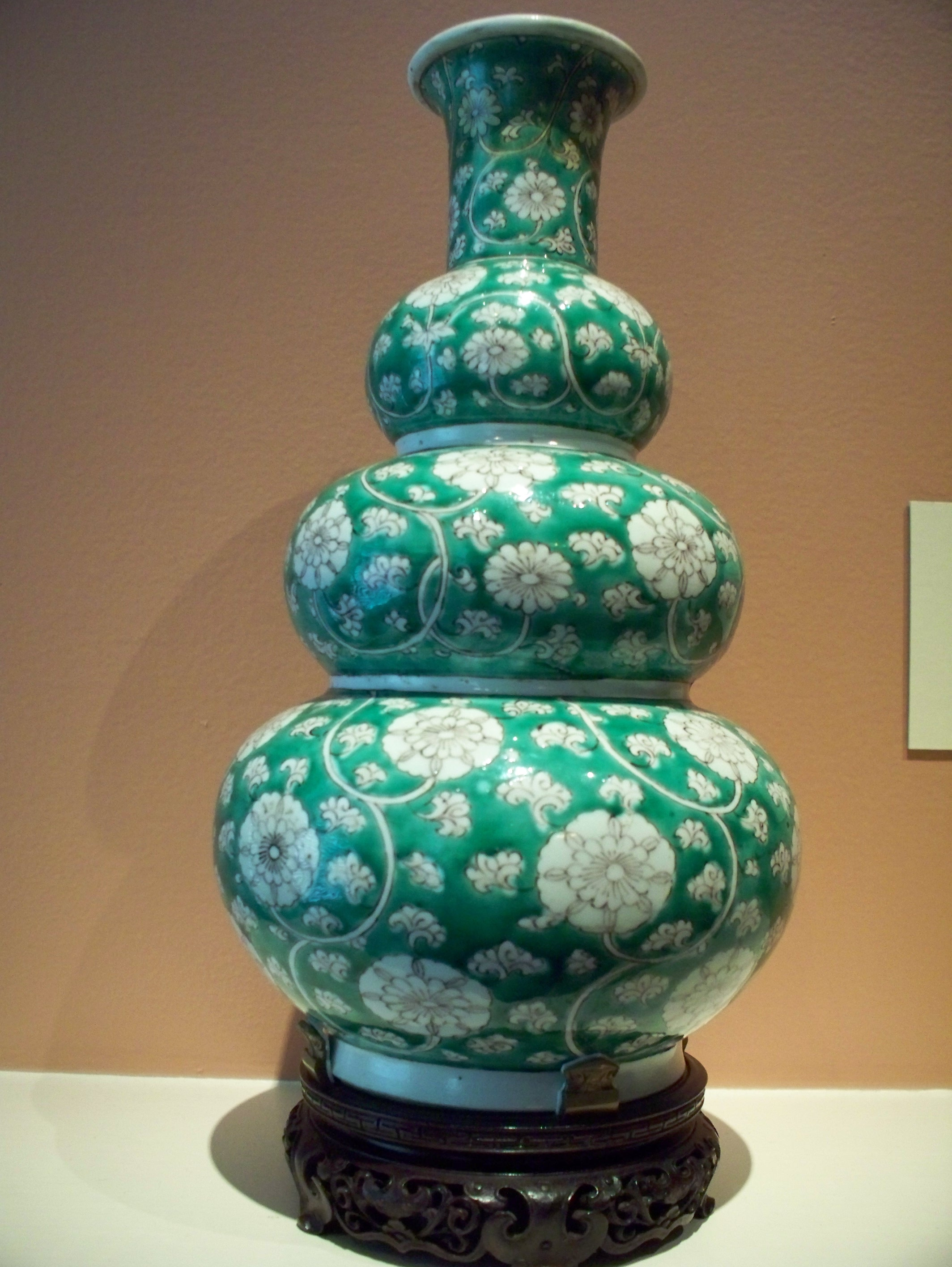
Vase de porcelaine du règne de Kangxi (Qing, vers 1700)